# Поколение Перестройки
Поколе́ние Перестро́йки — поколение людей, родившихся в СССР в период с 1965 по 1973 годы. Оно является последним поколением, в полной мере заставшим советские культурные и социальные традиции. Участвовало в цикле Перестройки (1985—1991), но не имело серьёзного влияния на проводимые в стране преобразования ввиду молодости. Пережило распад СССР (1991 г.) в ключевом возрасте профессионального и личностного становления. В терминах теории поколений представляет собой старшую часть поколения X, младшая часть которого (1974—1980 г.р.) оказалась свидетелем Перестройки.

## Теория поколений России
В 1991 году Уильям Штраус и Нил Хоув на базе долгосрочных исследований экономики, политики, социологии, психологии в США, странах Юго-Восточной Азии, ЮАР, Европе и Латинской Америке опубликовали ставшую классической работу «Поколения. История Американского будущего. 1584—2069».
По мнению авторов и адептов созданной теории поколений, принадлежность к той или иной генерации в большей степени влияет на возможные жизненные траектории и мировоззрение человека, нежели его собственные усилия и стремления. В конкретных жизненных фазах представители одного поколения сталкиваются с одинаковыми крупными «формирующими» историческими событиями и социальными веяниями — и поэтому придерживаются определённых общих убеждений и моделей поведения.
Однако данная теория, хоть и является универсальной по сути, не может полноценно применяться по отношению ко всем странам мира. Это особенно касается установления границ «от—до» поколений по годам (вторая колонка в таблице), которые являются ориентировочными и могут сдвигаться у разных исследователей на несколько лет.
В 2003 году в России были предприняты исследования в рамках проекта «RuGenerations — Теория поколений в России Архивная копия от 27 октября 2019 на Wayback Machine», поддержанного Российским фондом фундаментальных исследований (РФФИ). На основе различных исторических аспектов и социальных метаморфоз именно в реалиях СССР/России, а также сравнения их с общей теорией поколений введено разделение согласно таблице.
| Основное название в теории поколений по терминологии RuGenerations | Годы рождения | Поколение примерно тех лет в СССР/России и его наименование | Годы рождения |
| ------------------------------------------------------------------ | ------------- | ----------------------------------------------------------- | ------------- |
| Победители                                                         | 1903-1923     | Поколение революции                                         | 1903-1922     |
| Молчаливое                                                         | 1924-1943     | Поколение победителей/оттепели                              | 1923-1940     |
| Беби-бумеры                                                        | 1944-1963     | Первое послевоенное поколение, поколение Холодной войны     | 1941-1964     |
| Иксы (X)                                                           | 1964-1984     | Последнее советское поколение, поколение Перестройки        | 1965-1973     |
| Миллениумы (Y)                                                     | 1985-2002/03  | Первое несоветское поколение                                | 1974-1991     |
| Хоумлендеры (Z)                                                    | 2003/04-2024  | Цифровое поколение, поколение «Путина»                      | 1992-2014     |

Для описания отечественных поколений предложены свои названия: поколение победителей, Холодной войны, последнее советское (оно же поколение Перестройки), первое несоветское (иначе: дети Перестройки, поколение свидетелей Перестройки), цифровое поколение.
Для описания отечественных поколений были предложены ещё несколько вариантов: поколение победителей (1920—1927), поколение пятидесятников (1928—1934), поколение 1937 года (1935—1939), поколение детей войны (1940—1945), поколение Холодной войны, или потерянное поколение (1946—1950), поколение детанта (1951—1957), поколение космоса (1958—1965), поколение Чернобыля (1966—1968), поколение Перестройки или поколение Пепси (1969—1974), поколение гиперинфляций (1975—1981), первое непоротое поколение (1982—1984), первое несоветское поколение или Дети Перестройки (1985—1991), цифровое поколение (1997—2009), последнее советское поколение (1971—1973), «поколение лишних людей» (1967—1973).

## Поколение Перестройки как часть поколения X
С точки зрения теории поколений, «формирующими» событиями поколения X и в мире в целом, и конкретно в РФ явились продолжавшаяся «холодная война» СССР со странами Запада, война в Афганистане, Перестройка, падение Берлинской стены, доступ к наркотикам, появление персональных компьютеров.
Российское поколение Х, в отличие, например, от американского, резко неоднородно. Один из определяющих критериев для разграничения — возможность участия в событиях, сопровождавших демонтаж СССР. По данному признаку «поколение X» в РФ объединяет две большие социологические группы: поколение, принявшее участие в процессах, связанных с общественно-политическим переустройством Советского Союза (неформально, «поколение прорабов Перестройки»), и поколение, в силу юного (до 18 лет в 1991 г.) возраста не имевшее возможности участвовать в Перестройке и не несущее ответственности за принятые тогда решения. Название «Поколение Перестройки» относится только к первой из групп (это 1965—1973 г.р.). Вторая может условно именоваться поколением свидетелей Перестройки или детей Перестройки, но это уже несоветское поколение граждан РФ. (В российской социологии существуют и более дробные классификации когорт, заставших Перестройку в не до конца зрелом возрасте, в зависимости от образовательно-трудового опыта, который люди успели приобрести в СССР. Продолжается идентификация поколений, родившихся после 1991 г..)
Своё структурирование советских и современных российских поколений предложил социолог-экономист В. В. Радаев.
| Ныне живущие поколения россиян (по Радаеву) | Годы рождения |
| ------------------------------------------- | ------------- |
| Мобилизационное поколение                   | 1938 и ранее  |
| Поколение оттепели                          | 1939-1946     |
| Поколение застоя                            | 1947-1967     |
| Реформенное поколение                       | 1968-1981     |
| Миллениалы                                  | 1982-2000     |
| Зумеры                                      | с 2001        |

Однако в России не все с этим согласны, есть и другие точки зрения. Некоторые российские эксперты — вовсе признают и ссылаются на результаты ведущих международных исследований, считая, что у тех же поколений, но выросших в других реалиях, просто могут быть свои особенности, и поэтому выделяют следующие поколенческие группы:
величайшее поколение — родившиеся в 1900—1924 годах;
молчаливое поколение — родившиеся в 1925—1945 годах;
беби-бумеры — родившиеся в 1946—1964 годах;
поколение Х — родившиеся в 1965—1979 годах;
поколение Y (миллениалы) — родившиеся в 1980—1994 годах;
поколение Z (iПоколение) — родившиеся в 1995—2010 годах.
Поэтому, с точностью до месяца и даже года период, где заканчивается одно поколение и начинается другое, невозможно: даже в России, каждый исследователь видит поколения по-разному.
В рамках его подхода перестроечное поколение частично относится к застойному и частично к реформенному.
Поколение Перестройки в России и странах бывшего СССР встретило грандиозные политические и экономические потрясения, связанные с распадом страны, во взрослом, но ещё очень молодом (18—26 лет на 1991 г. — момент краха СССР) возрасте, в котором человек, как правило, не способен влиять на процессы национального масштаба (может быть «прорабом», но не «генералом»).

## Характеристика поколения Перестройки

### Школьное детство
Идеология советского ребёнка-подростка, чьи школьные годы пришлись на 1970—1980-е годы, базировалась на ценностях труда, работы на общее благо. Повседневная жизнь школьников тогда строилась на таких делах, как массовый сбор макулатуры, металлолома, полевые работы, помощь в колхозах, субботники и т. д. Однако анализ писем в редакцию газеты «Пионерская правда» показал, что далеко не для всех и каждого идея прививания трудовой ответственности была привлекательна. Также среди детей развивался дух конкуренции, желания превосходства.
«Накануне нового года наша учительница литературы попросила нас ответить на вопросы анкеты „Пятилетка — мне, я — пятилетке“. Мне не пришлось долго думать над вопросом: „О каком дне пятилетки Вы могли бы сказать — большой день моей жизни?“. Есть такой день и у меня. Это когда я в три раза превысил дневную норму сбора чайного листа. Вместо 10 килограммов чая собрал 30! Ну и что же, что болели руки и спина. Рекорд моего товарища из параллельного класса был побит! Ежедневно подводились итоги. На линейке награждались победители. На этот раз это был я… Моя позиция? — Активная, трудовая!» — пишет ученик 10 класса средней школы им. Ф. Эшба (Абхазская АССР).
К началу 1990-х (до 1991 года) молодые люди стали оценивать пионерскую и комсомольскую деятельность иначе. Это подтверждал и Всесоюзный социологический опрос 1990 г. В нём на вопрос «нравится ли тебе быть пионером?» только 42 % школьников — участников опроса ответили положительно. Остальные ответы распределились следующим образом: 30 % не нравится быть пионером, 20 % не знают, как ответить, а 6 % совсем не ответили. Среди причин того, почему же не нравится быть в пионерской организации, были такие: «Мне в ней скучно, неинтересно — 31 %; здесь много слов, но нет настоящих дел, не видно результата — 19 %; я не приобретаю ничего полезного для жизни — 17 %; все решают взрослые, у пионеров нет самостоятельности — 14 %; в ней хорошо только активистам — 9 %; нет дружбы, товарищества — 8 %; не помогает мне развивать способности, заниматься любимым делом — 8 %».

### Объекты подражания
Для школьников первой половины 1980-х гг. кумирами являлись пионеры-герои, молодые коммунисты.
Из дневника Евгения З.:«10-е апреля. Ульяна, ты по-чеховски прекрасна. Ты для меня станешь примером в жизни. Слышишь, Ульяна, это ты с нами незримо присутствуешь на комсомольских собраниях, на воскресниках, сидишь с нами на уроках. Посоветую моим подшефным октябрятам, будущим пионерам, бороться за присвоение звания отряду имени Ульяны Громовой»
Однако к началу 1990-х гг. ценностная картина подрастающего поколения школьников стала меняться. По данным всесоюзного социологического опроса 1990 г. школьники уже меньше всего хотели подражать комсомольцам и коммунистам. Их кумирами и героями становились все в большей степени современники, те, кто существовал в их жизненном поле. А это, как показывали опросы, были родители (48 % от числа опрошенных), певцы-исполнители современной музыки (19,6 %), спортсмены (19,6 %), артисты кино, театра (14 %), герои книг, кинофильмов, спектаклей (12 %). Примечательно и то, что 20 % школьников от числа опрошенных хотели быть похожими прежде всего на самих себя.

### Вхождение во взрослую жизнь
Ключевой для профессионального и личностного становления любого индивидуума период — период окончания образовательных учреждений, первых трудовых лет, создания семей — для поколения Перестройки пришёлся на время стагнации советской экономики, краха инфраструктуры, пика политической нестабильности (конец 1980-х и начало 1990-х). В таких условиях было непросто приобрести хоть какой-то профессиональный опыт на рабочем месте, получить достойный официальный заработок, построить долговременные личные отношения, основанные на советских ценностях. По сути, в то время для финансового успеха было необходимо заняться деятельностью, которая по законам ушедшего советского времени считалась бы преступной (коммерция и др.), или эмигрировать. К мгновенному изменению устоев и менталитета был готов далеко не каждый.
Понятно, что в такой ситуации становление происходило совсем не так, как было бы в более спокойных общих условиях.
Специалисты с высшим образованием после окончания вузов попали на открытый, ещё не сформировавшийся рынок труда. Работы не было. Нужно было выживать, самим решать свою судьбу. Поэтому класс российских предпринимателей — это представители именно поколения Перестройки.

### Основные черты личности
Психологи часто называют данную группу «Неизвестные». Основные ценности поколения Архивная копия от 27 октября 2019 на Wayback Machine:
- изменения
- возможность выбора
- глобальная информированность
- индивидуализм
- стремление учиться (сопровождает их на протяжении всей жизни)
- неформальность взглядов
- прагматизм
- гендерное равноправие

Следует отметить, что поколение Перестройки провело детство в период до-Интернета, соответственно, тяга к быстрой адаптации и освоению нового, в частности технологий, также присуща этому поколению.
Поколение Перестройки отличается хорошо развитой самостоятельностью, их часто называют «дети с ключами на шее». Родители данного поколения работали много и долго. Поэтому в них с детства заложены стремление к реализации, работе с простором для творчества. Это первое поколение эпохи, в которую стали цениться оригинальность, умение мыслить «вне рамок».

### Трудовые отношения с поколением Перестройки
Ru.Generations провели исследование, в котором изучили особенности управления поколением Перестройки в работе Архивная копия от 14 июня 2021 на Wayback Machine. При этом авторы исследования объединяли данное поколение с более молодыми, но являвшимися свидетелями перестройки. Были сделаны выводы, что при работе с такими людьми следует
- при постановке задачи обязательно объяснять и общую концепцию, и конкретный смысл задачи (для этих людей ценностями являются рационализм, прагматизм, а также признание их как личности, они не просто исполнители, которые выполняют то, что им скажут);
- пояснять, почему выполнение задачи важно для руководителя/какого-то лица (обсуждаемый контингент работников более ориентирован на интересы конкретного человека, ему так легче принимать решения и действовать);
- периодически узнавать ценности конкретного сотрудника и пояснять, как выполнение задачи поможет в удовлетворении запросов (ценность для представителей обсуждаемых когорт — это деньги как возможность обеспечить безопасность себе и семье, путешествия-поездки, в которых совмещаются работа и отдых, возможность управлять своим временем);
- давать возможность выбора, создавать некую обстановку «свободы» решений;
- чётко прописывать систему правил, последствий за нарушения, вознаграждений за достижения (иначе работник будут постоянно «проверять» систему правил и стремиться выходить за её рамки, остановить его может только рациональное понимание, что это повлечёт последствия).

## Поколение Перестройки в массовой культуре
- Фильм «Моя перестройка»(2010)
- Фильм «Поколение Х» (2018)